# ツメブ
ツメブ（ナマ語:Tsumeb、ヘレロ語: Okavisume）は、ナミビアの都市。人口44,113人。ナミビア北部に位置し、オシコト州最大の都市である。以前は同州の州都であったが、2008年に州北部にあるオムチヤへと州都は移転した。ツメブはナミビア北部の玄関口となる都市であり、エトーシャ塩湖などの観光の拠点となっている。また、世界最大の隕石であるホバ隕石は、ツメブから車で40分ほど西にいったホバに存在する。
ツメブ最大の産業は鉱業である。ツメブ鉱山が存在するため、その採掘と精錬の拠点となっている。ツメブ鉱山では銅のほか、鉛、金、銀、砒素やゲルマニウムなど多数の鉱物が採掘される。
「ツメブ」とはナマ語で「苔の生える場所」または「カエルのいる場所」という意味である。おそらくこれは、銅の採掘が始まる前に地面に露出していた部分が酸化銅の緑色をしていたことにちなむものである。この街は1905年にドイツ人の植民者によって開かれた。
ツメブには南からトランスナミブ鉄道が通じており、また国道B1号 (ナミビア)もこの街を通過する。